# زولتان غال
زولتان غال هو قانوني ومدرس وسياسي مجري، ولد في 10 ديسمبر 1940 في بودابست في المجر. نشط حزبياً في حزب العمال الاشتراكي المجري. وقد انتخب وزير الداخلية وانتخب كاتب دولة ‏ وانتخب عضو الجمعية الوطنية المجرية ‏.